# Gabriel Jackson
Gabriel Jackson (Mount Vernon (Nova York), 10 de març de 1921 – Ashland, Oregon, 3 de novembre de 2019) fou un historiador i hispanista estatunidenc.
Víctima del Maccarthisme, es va graduar en Història i Literatura el 1942 al Harvard College i es va doctorar en la Universitat de Tolosa amb una tesi sobre el regeneracionisme de Joaquín Costa. El 1960-1961 va obtenir una beca Fulbright i des del 1965 fou professor a la Universitat de Califòrnia a San Diego.
És considerat deixeble tant de Jaume Vicens i Vives com de Pierre Vilar i durant molt anys ha col·laborat amb el diari El País. També és considerat autoritat en el període de la Segona República Espanyola i la Guerra Civil Espanyola. Va residir al costat de la seva filla en l'estat d'Oregon després de viure 26 anys a Barcelona.
Va reflexionar sobre els problemes econòmics d'entreguerres, l'auge del feixisme i el conflicte entre democràcia i totalitarisme. Va entrar en contacte, per casualitat, amb la cultura espanyola a causa dels exiliats republicans a Mèxic, en la dècada de 1940. Va rebre el Premi Elio Antonio de Nebrija de la Universitat de Salamanca (2003). En jubilar-se, el 1983, es traslladà a Barcelona, on visqué fins al 2010. El 1997, Jackson va donar el seu suport al Foro Babel, col·lectiu centrat en la defensa d'un major ús del castellà a Catalunya, en el qual també es van alinear entre altres Albert Boadella, Rosa Maria Sardà i Rosa Regàs.
L'any 2009 va rebre el Premi Internacional Terenci Moix al millor llibre d'assaig de l'any, per Juan Negrín, médico, socialista y jefe de gobierno de la II República. El 2010 marxà a viure a casa de la seva filla a Ashland (Oregon, EUA), on morí.

## Obres
- The Spanish Republic and the Civil War 1931-39. Princeton (N.J.): Princeton University Press, 1965
  - La República Española y la Guerra Civil: 1931-1939. Barcelona: Crítica, 1999
  - --do.--[Esplugues de Llobregat]: Orbis, 1985
  - --do.--Barcelona: Mundo Actual de Ediciones, 1978
- The Spanish Civil War: Domestic Crisis or international Conspiracy. Boston: D. C. Heath, 1966
  - --do.--Chicago: Quadrangle Books, 1972
  - Histoire de la Guerre civile de l'Espagne. Paris: Ruedo Ibérico, 1974
- Historian's Quest. New York: Knopf, 1969
  - Historia de un historiador. Madrid: Anaya & Mario Muchnik, cop. 1993
- A Concise History of the Spanish Civil War. London: Thames and Hudson, 1974
- Breve historia de la Guerra Civil Española. Barcelona : Grijalbo, 1986
- --do.--[Paris]: Ruedo Ibérico, 1974
- Civilization & Barbarity in 20th Century Europe
- Civilización y barbarie en Europa del siglo XX. Barcelona: Planeta, 1997
- Fighting for Franco: International Volunteers in Nationalist Spain During the Spanish Civil War, 1936-39 by Judith Keene and Gabriel Jackson. Leicester University Press, 2001
  - Luchando por Franco: voluntarios europeos al servicio del España fascista. [Barcelona]: Salvat, 2002
- Making of Mediaeval Spain (Library of European Civilization)
- Juan Negrín: physiologist, socialist and Spanish Republican war leader. Cañada Blanch Centre for Contemporary Spanish Studies; Brighton: Sussex Academic Press, 2010
- Costa, Azaña, el Frente Popular y otros ensayos. Barcelona: Crítica, 2008—do.--Madrid: Turner, 1976
- Memoria de un historiador. Madrid: Temas de Hoy, 2001
- Ciudadano Jackson: visiones de la mundo contemporáneo. Barcelona: Martínez Roca, 2001
- Origines de la Guerra fría. Madrid: Información e Historia, 1993
- El Kapellmeister Mozart. Barcelona: Empúries, 1991
  - Mozart. Barcelona: Empúries, 1991
  - El difunto Kapellmeister Mozart. Barcelona: Muchnik, 1991
- Catalunya republicana i revolucionària: 1931-1939. Barcelona: Grijalbo, 1982
- La Guerra civil española: antologia de los principals cronistas de guerra americanos en España (editor) Barcelona: Icaria, 1978
- The Making of Medieval Spain. London: Thames and Hudson, 1972
  - --do.--[New York]: Harcourt Brace Jovanovich, 1972
  - Introducción a la España medieval; ed. 3a. Madrid: Alianza, 1979